# Ümit Karan
Ümit Karan (Berlín, Alemania, 1 de octubre de 1976) es un exfutbolista turco.

## Selección nacional
Ha sido internacional con la Selección de fútbol de Turquía, ha jugado 10 partidos internacionales y ha anotado 2 goles.

## Clubes
| Club                | País     | Año       |
| ------------------- | -------- | --------- |
| Türkiyemspor Berlin | Alemania | 1995-1996 |
| Gençlerbirliği      | Turquía  | 1996-2001 |
| Galatasaray SK      | Turquía  | 2001-2005 |
| Ankaraspor          | Turquía  | 2005      |
| Galatasaray SK      | Turquía  | 2005-2009 |
| Eskişehirspor       | Turquía  | 2009-2011 |

## Palmarés

### Campeonatos nacionales
| Título               | Club           | País    | Año  |
| -------------------- | -------------- | ------- | ---- |
| Copa de Turquía      | Gençlerbirliği | Turquía | 2001 |
| Superliga de Turquía | Galatasaray SK | Turquía | 2002 |
| Superliga de Turquía | Galatasaray SK | Turquía | 2006 |
| Superliga de Turquía | Galatasaray SK | Turquía | 2008 |
| Supercopa de Turquía | Galatasaray SK | Turquía | 2008 |